# Adelocera beauchenei
Adelocera beauchenei is een keversoort uit de familie van de kniptorren (Elateridae). De wetenschappelijke naam van de soort werd voor het eerst geldig gepubliceerd in 1918 door Edmond Fleutiaux.